# متاجرة بالمرض

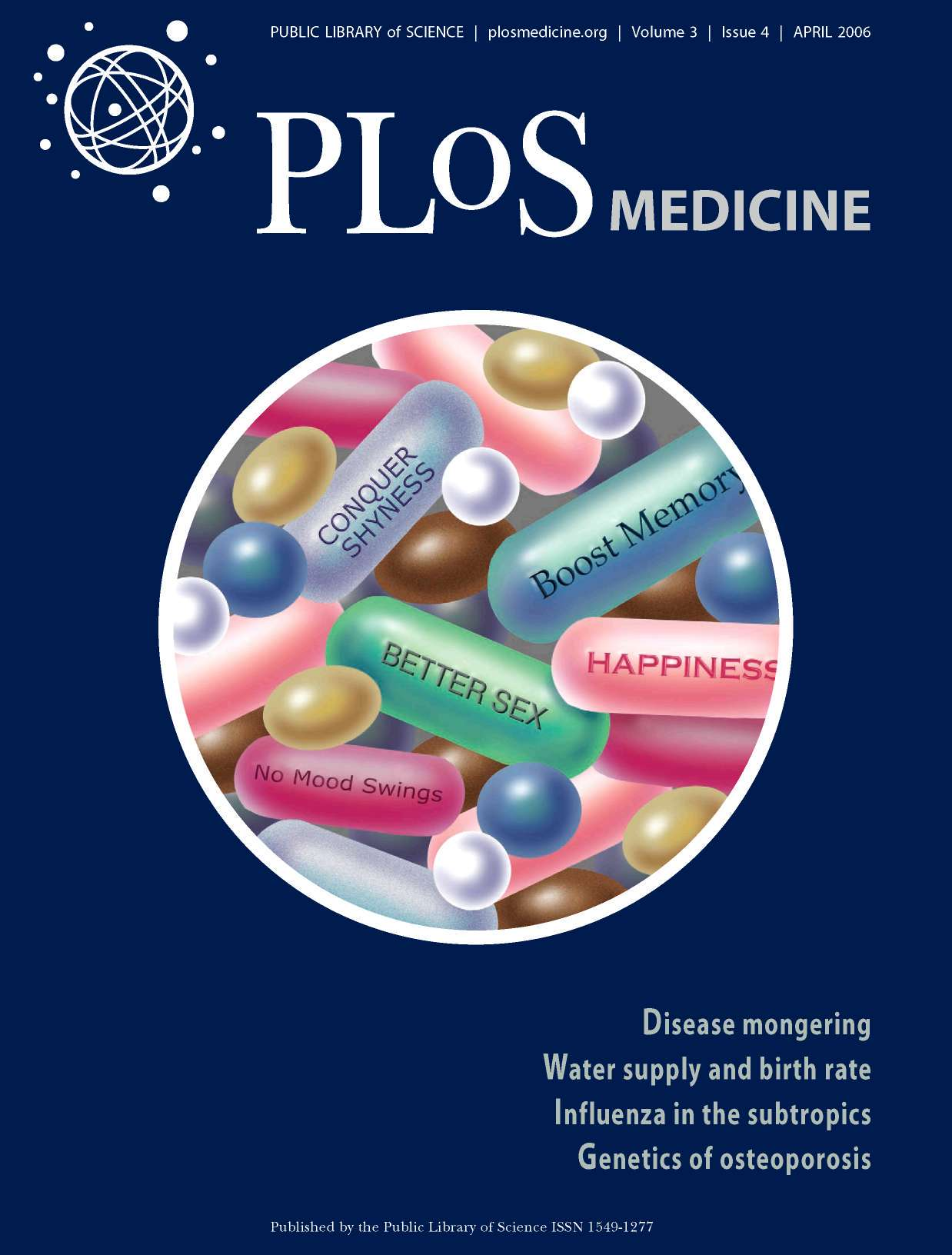

المتاجرة بالمرض هو مصطلح يُستخدم لوصف الممارسة المبالغة في عدم وضع حدود يعتمد عليها تشخيص المرض والترويج بشكل مبالغ فيه لزيادة الوعي العام بالمرض بهدف التوسع في سوق الدواء. ومن بين الكيانات التي تستفيد من شراء وبيع الدواء هم شركات الأدوية والأطباء و ممارسين آخرين والمنظمات المهنية وغيرها من المُستَهلِكة. ويعتبر هذا المصطلح بعيد تمام البعد عن الترويج لفكرة التشخيص الزائف و الغير معروف.

## المصطلح
مصطلح المتاجرة له جذور قديمة، فهو يعتبر الأساس الذي تم إطلاقه على العديد من الأشكال التركيبية الشائعة مثل تاجر الجبن، تاجر السمك وتاجر اللحوم فهم أُناس يداومون على بيع هذه السلع بشكل متتالي.
المتاجرة بالمرض تعتبر علامة تجارية للدعاية عن المرض للاستحواذ على الدواء وكان health writer Lynn Payer أول من يستخدمه عام 1992 وسرعان ما نفذه على الدعاية الاعلامية لغسول الفم الليسترين ضد الرائحة السيئة.
أظهر payer دوافع المتاجرة بالامراض كنوع من المماراسات والتي تشمل التالي:
- القول بأن التجارب البشرية الطبيعية هي تجارب غير طبيعية وتحتاج إلي علاج.
- الإدعاء بالتعرف علي المعنى الحقيقي للمعاناة وهذا غير موجود.
- الترويج لفكرة أن المرض مصاب به عدد كبير من الناس.
- تحديد سبب المرض علي أنه نقص غامض أو عدم توازن هرموني.
- ربط المرض بحملة دعائية تنحاز للمرض.
- توجيه صياغة النقاش العام عن المرض.
- إساءة استخدام الإحصائيات عن عمد للمبالغة في فوائد العلاج.
- تحديد نقطة نهاية مَرَضِية مشكوك فيها في البحث.
- الإعلان عن العلاج دون أي آثار جانبية.
- الإعلان عن أعراض شائعة كمرض خطير.

يصعب إجراء تقييم علمي لحدوث حالات لم يتم تعريفها مسبقًا على أنها مرض يتم علاجه على أنه «أمراض» نظرًا للطبيعة الاجتماعية والسياسية المتأصلة لتعريف ما الذي يشكل المرض ، وما هي جوانب الحالة البشرية التي يجب إدارتها وفقًا لنموذج طبي علي سبيل المثال رائحة الفم الكريهة وهي الحالة التي دفعت payer إلي صياغة عبارة المتاجرة بالمرض هذه ليست مجرد وصمة اجتماعية مُتَخَيَّلة ولكنها يمكن أن تنتمي إلى مجموعة واسعة من الحالات بداية من العدوى البكتيرية للثة إلي الفشل الكلوي ومعترف بهذا المصطلح مِن قبل الجمعية الأمريكية لطب الأسنان بأنه حالة يُمكن تشخيصها وتستحق الاهتمام.

## أمثلة
جادل الصحفي الأسترالي Ray رأي  Moynihan في أن صناعة المستحضرات الدوائية تشارك في المتاجرة بالأمراض لتوسيع أرباحها، وأنها تضر بالمرضي. فإستخدامه لمرض هشاشة العظام كمثال لمرض ( تم صنعه) في هذه المقالة دفع إلي رد حاسم غاضب من رئيس الجمعية البريطانية لهشاشة العظام، فذكر أن المقال كان يهين الأشخاص الذين يعانون من مرض هشاشة العظام
نشر Moynihan هجاء للمتاجرة للمرض في مجلة BMJ لعدد أبريل 2006 في تاريخ وافق يوم كذبة أبريل بعنوان «وجد العلماء مرض جديد يُدعى اضطراب نقص الحوافز(motivational deficiency disorder)».
وهناك بعض الحالات التي تمت الإشارة لها كمثال للمتاجرة بالأمراض متلازمة الساق المضربة (restless leg syndrome)  ونقص هرمون التستوستيرون (testosterone deficiency)  و ضعف الانتصاب (erectile dysfunction) واضطراب نقص الرغبة الجنسية (hypoactive sexual desire disorder)  وبعض من هذه الحالات تم تعريفها بواسطة المجتمعات الطبية المهنية والمعهد القومي للصحة والامتياز الإكلينيكي على أنها حالات أمراض طبية. في عام 2014 أقرت الهيئة الأمريكية للغذاء والدواء التقليل من استخدام منتجات العلاج ببدائل التيستوستيرون لأنها تعمل على زيادة خطر الإصابة بأمراض القلب والأوعية الدموية. في عام 2006 أقر المؤتمر الدولي لمدينة نيوكاسل في جورنال plos medicine ظاهرة المتاجرة بالمرض.

## وصلات خارجية
1. Saddichha S (2010)."Disease Mongering in Psychiatry: Is It Fact or Fiction?" World Medical & Health Policy: Vol. 2: Iss. 1, Article 15. DOI: 10.2202/1948-4682.1042
2. Peter Conrad (2007), The Medicalization of Society: On the Transformation of Human Conditions into Treatable Disorders, Baltimore: Johns Hopkins University Press.
3. Payer, Lynn (1992). Disease-Mongers. New York: John Wiley. ISBN 0-471-00737-4.
4. Moynihan, Ray; Alan Cassels (2005). Selling sickness: How the world's biggest pharmaceutical companies are turning us all into patients. New York: Nation Books. ISBN 1-56025-697-4.
5. Cassels, Alan (2007). The ABCs of Disease Mongering: An Epidemic in 26 Letters. Victoria, British Columbia, Canada: EmDash Publishing. (ردمك 978-0-9780182-3-8).
6. Melody Petersen (2008), Our Daily Meds: How the Pharmaceutical Companies Transformed Themselves into Slick Marketing Machines and Hooked the Nation on Prescription Drugs.
7. Christopher Lane (2008), Shyness: How Normal Behavior Became a Sickness.